# Raquel Padilla Ramos
Raquel Padilla Ramos (Sonora, Mèxic, 19 de setembre de 1967- 7 de novembre de al 2019) va ser una historiadora, escriptora i activista mexicana. Va tenir a tres fills: Raquel Padilla Alfonsina Padilla i Emiliano Padilla.
Era professora investigadora de l'Institut Nacional d'Antropologia i Història (INAH). Doctora en Etnologia per la Facultat d'Humanitats de la Universitat d'Hamburg (Alemanya). També va pertànyer a al Sistema Nacional d'Investigadors (SNI), nivell 1. Amb Mestratge en Ciències Antropològiques, opció Etnohistòria, per la Facultat de Ciències Antropològiques de la Universitat Autònoma de Yucatán.
Llicenciada en Ciències Antropològiques en l'especialitat d'Història (1987-1991). Facultat de Ciències Antropològiques de la Universitat Autònoma de Yucatán. Va morir a causa de les ferides amb arma blanca que li va infligir la seva parella, un home de 55 anys.
Va rebre el Premi Internacional LLILAS Lozano Long Visiting Professor ship for the Academic year 2013-2014, University of Texas at Austin. Va ser jurat del premi a la Trajectòria i al Mèrit Acadèmic 2014, Universitat de Sonora, Hermosillo, Sonora, el maig - octubre del 2014.